# Colonard-Corubert
Colonard-Corubert és un municipi francès situat al departament de l'Orne i a la regió de Normandia. L'any 2007 tenia 251 habitants.

## Demografia

### Població
El 2007 la població de fet de Colonard-Corubert era de 251 persones. Hi havia 108 famílies de les quals 28 eren unipersonals (16 homes vivint sols i 12 dones vivint soles), 36 parelles sense fills, 36 parelles amb fills i 8 famílies monoparentals amb fills.
La població ha evolucionat segons el següent gràfic:
Habitants censats

### Habitatges
El 2007 hi havia 187 habitatges, 107 eren l'habitatge principal de la família, 76 eren segones residències i 4 estaven desocupats. 184 eren cases i 2 eren apartaments. Dels 107 habitatges principals, 72 estaven ocupats pels seus propietaris, 34 estaven llogats i ocupats pels llogaters i 1 estava cedit a títol gratuït; 3 tenien una cambra, 10 en tenien dues, 17 en tenien tres, 36 en tenien quatre i 40 en tenien cinc o més. 88 habitatges disposaven pel capbaix d'una plaça de pàrquing. A 59 habitatges hi havia un automòbil i a 40 n'hi havia dos o més.

### Piràmide de població
La piràmide de població per edats i sexe el 2009 era:
| Homes | Edats   | Dones |
| ----- | ------- | ----- |
| 0     | 95 o +  | 0     |
| 0     | 90 a 94 | 0     |
| 4     | 85 a 89 | 12    |
| 0     | 80 a 84 | 0     |
| 4     | 75 a 79 | 4     |
| 4     | 70 a 74 | 8     |
| 8     | 65 a 69 | 0     |
| 4     | 60 a 64 | 12    |
| 0     | 55 a 59 | 0     |
| 8     | 50 a 54 | 4     |
| 8     | 45 a 49 | 8     |
| 12    | 40 a 44 | 8     |
| 16    | 35 a 39 | 8     |
| 8     | 30 a 34 | 12    |
| 12    | 25 a 29 | 12    |
| 0     | 20 a 24 | 0     |
| 0     | 15 a 19 | 0     |
| 4     | 10 a 14 | 4     |
| 28    | 5 a 9   | 0     |
| 20    | 0 a 4   | 20    |

## Economia
El 2007 la població en edat de treballar era de 154 persones, 121 eren actives i 33 eren inactives. De les 121 persones actives 106 estaven ocupades (59 homes i 47 dones) i 14 estaven aturades (7 homes i 7 dones). De les 33 persones inactives 10 estaven jubilades, 12 estaven estudiant i 11 estaven classificades com a «altres inactius».

### Ingressos
El 2009 a Colonard-Corubert hi havia 105 unitats fiscals que integraven 248 persones, la mediana anual d'ingressos fiscals per persona era de 16.651 €.

### Activitats econòmiques
Dels 11 establiments que hi havia el 2007, 1 era d'una empresa extractiva, 1 d'una empresa alimentària, 2 d'empreses de construcció, 1 d'una empresa de comerç i reparació d'automòbils, 1 d'una empresa d'informació i comunicació, 1 d'una empresa immobiliària, 2 d'empreses de serveis i 2 d'empreses classificades com a «altres activitats de serveis».
Dels 2 establiments de servei als particulars que hi havia el 2009, 1 era una fusteria i 1 lampisteria.
L'any 2000 a Colonard-Corubert hi havia 16 explotacions agrícoles que ocupaven un total de 1.584 hectàrees.

## Poblacions més properes
El següent diagrama mostra les poblacions més properes.